# Je cours
„Je cours” – singel Stromae’a wyprodukowany przez Mosaert i wydany przez wytwórnie Universal Music Group i Mercury Records 13 grudnia 2010 roku.

## Lista utworów
- CD promo–singel (13 grudnia 2010)[1]

1. „Je cours” – 3:20

## Notowania na listach przebojów
| Kraj              | Lista (2011)        | Najwyższa pozycja |
| ----------------- | ------------------- | ----------------- |
| Belgia (Flandria) | Ultratop 50 Singles | 15                |
| Belgia (Walonia)  | Ultratop 50 Singles | 16                |